# Zaklęty dwór (serial telewizyjny)
Zaklęty dwór – polski serial kostiumowy w reżyserii Antoniego Krauzego zrealizowany w 1976 r. na podstawie powieści Walerego Łozińskiego o takim samym tytule.

## Fabuła
Tematem filmu jest działalność emisariusza emigracyjnego, który w przededniu Wiosny Ludów przygotowuje na terenie Galicji grunt do wybuchu antyaustriackiego powstania. Równocześnie, na tle tych wydarzeń serial przedstawia perypetie dwóch przyjaciół: Damazego, uwikłanego w działalność polityczną oraz młodego Juliusza, który kocha się w tajemniczej dziewczynie. Wszystkie te wątki skupiają się na tajemniczej rezydencji – tytułowym „zaklętym dworze”.

## Lista odcinków
- odcinek 1 – Cień starościca
- odcinek 2 – Marzyciel i awanturnik
- odcinek 3 – W siedzibie upiora
- odcinek 4 – Nowy trop
- odcinek 5 – Zagrożenie
- odcinek 6 – Va banque
- odcinek 7 – Bracia

## Obsada
- Roman Wilhelmi jako starościc Żwirski / maziarz Czaczała
- Krzysztof Jasiński jako Damazy Czorgut
- Bruno O’Ya jako kozak Panczuk
- Gustaw Lutkiewicz jako sędzia Gągolewski
- Zofia Czerwińska jako Gągolewska
- Wiesław Gołas jako Michał Horawa
- Jan Nowicki jako komisarz
- Danuta Kowalska jako Eugenia / Jadwiga
- Andrzej Żarnecki jako Zygmunt Żwirski
- Mieczysław Voit jako starosta Michał Żwirski (odc. 1)
- Jerzy Bińczycki jako kozak Kostia Bulij
- Wiesław Wójcik jako lokaj Filip
- Tadeusz Bartosik jako Girgilewicz
- Olgierd Łukaszewicz jako Juliusz Żwirski
- Ludwik Benoit jako żołnierz w szpitalu wojskowym
- Jan Bógdoł jako kowal (odc. 7)
- Stanisław Jaroszyński jako lekarz-pułkownik w szpitalu wojskowym (odc. 2)
- Eugeniusz Wałaszek jako sekwestrator (odc. 5)
- Ryszard Dembiński jako komornik
- Jerzy Moes jako znajomy hrabiego
- Bogusław Sochnacki jako szlachcic
- Janusz Paluszkiewicz jako chłop
- Ryszard Pracz
- Zygmunt Zintel jako Żachlewicz, rządca hrabiego Żwirskiego